# 賓主動語序
如果在句子中，主语（S）、宾语（O）、动词（V）按照“宾-主-动”的顺序排列，这种语序就被称为宾-主-动语序（OSV，Object–Subject–Verb）。汉语中的“我喝水”，用OSV语序表达就是“水我喝”。

## 宾-主-动语序语言
宾-主-动语序语言就是以宾-主-动语序为基本语序的语言。根据约瑟夫·格林伯格提出的语序语言类型学分类，可以按照主语、动词、宾语的基本语序把语言分为6类。宾-主-动语言在其中是最少见的。其中大部分分布在巴西的亚马逊河流域，如Xavante语、Jamamadi语、Apurinã语等。
如在Apurinã语中：
| anana            | nota | apa  |
| 菠萝             | 我   | 拿来 |
| 我拿来了一个菠萝 |      |      |

## 其他语言中的OSV语序
汉语中，诸如“苹果我爱吃”的句子，似乎是宾-主-动语序。但汉语语言学家们往往认为，“苹果”是主语，“我爱吃”是谓语，这是一个主谓谓语句。同样的，被动句也不算是宾-主-动语序，如在“苹果被我吃了”中，苹果也被认为是主语。
同样是话题优先语言的韩语中也有类似汉语主谓谓语句的句子。
| 그             | 사과 | 는       | 내 | 가       | 먹 | 었어   |
| 那个           | 苹果 | 宾语标记 | 我 | 主语标记 | 吃 | 过去时 |
| 那个苹果我吃的 |      |          |    |          |    |        |
属于主语优先语言的英语中，在非常口语化或非常特殊的情况下也可能采用宾-主-动语序。
| I                          | hate | oranges, | but  | apples | I'll | eat |
| 我                         | 恨   | 桔子，   | 但是 | 苹果   | 我会 | 吃  |
| 我讨厌桔子，但苹果我愿意吃 |      |          |      |        |      |     |
在电影《星际大战》中，尤达也曾说过“the jedi way this is not”，也用了罕见的宾-主-动语序。
| the                            | jedi     | way | this | is | not |
| 定冠词                         | 绝地武士 | 路  | 这   | 是 | 不  |
| 这绝不是（真正的）绝地武士之道 |          |     |      |    |     |